# Kasprowy Wierch
De bergpiek Kasprowy Wierch is gelegen in het Nationaal Park Tatra en maakt deel uit van het massief Hoge Tatra. Kasprowy Wierch heeft een hoogte van 1987 meter en is zowel te voet als met de kabelbaan te bereiken vanuit Kuźnice, dicht bij de stad Zakopane. 
Op de Kasprowy Wierch ligt een meteorologisch centrum, dat werd gebouwd in 1938. Het is bovendien het hoogste gebouw van Polen. De kabelbaan werd reeds gebouwd in 1936. De rit naar de Kasprowy Wierch duurt ca. twintig minuten en wordt gedaan in twee etappen, met een tussenstop op Myślenickich Turniach. Er zijn meerdere wandelroutes tussen Kuźnice en Kasprowy Wierch en verder in het grensgebied van Polen en Slowakije.